# Antonio Brufau

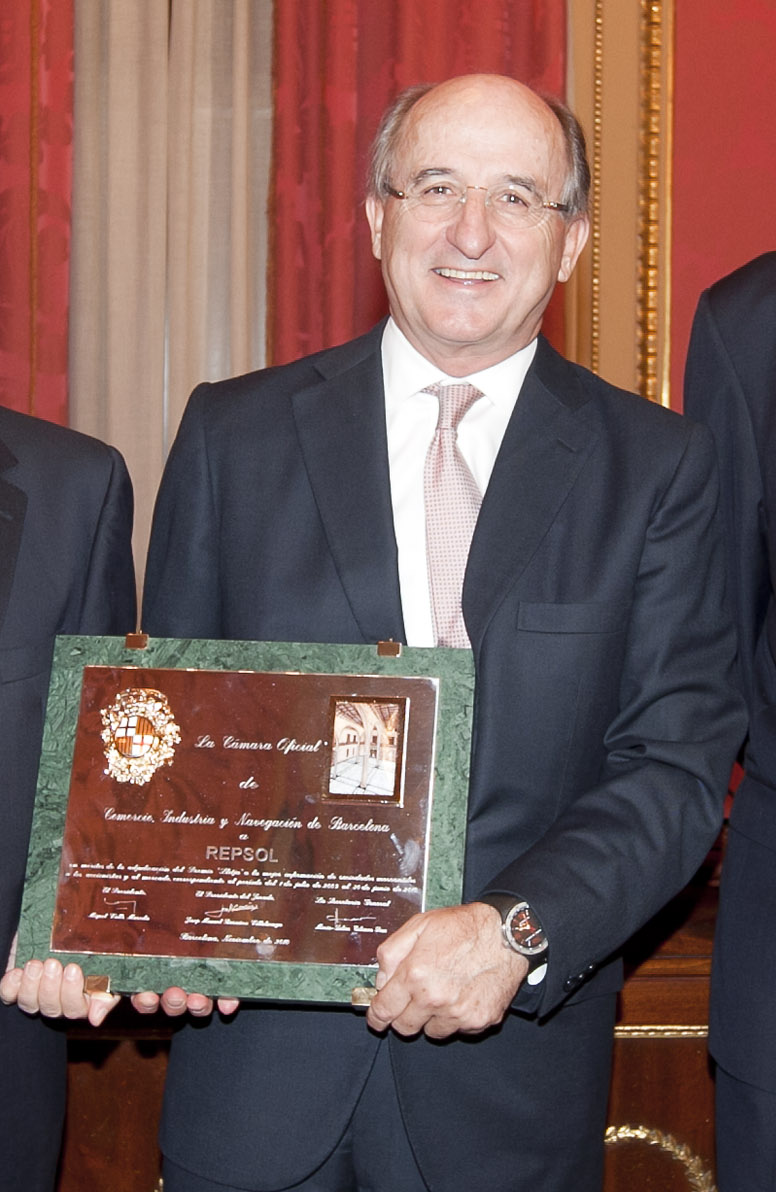
Antoni Brufau

Antonio Brufau i Niubó (* 1948 in Mollerussa) ist ein spanischer Manager.

## Leben
Brufau studierte Wirtschaftswissenschaften an der Universität Barcelona. Brufau war Präsident des spanischen Unternehmens Gas Natural. Seit 2004 leitet Brufau als Nachfolger von Alfonso Cortina das spanische Unternehmen Repsol als Präsident.